# Войска противовоздушной и противоракетной обороны

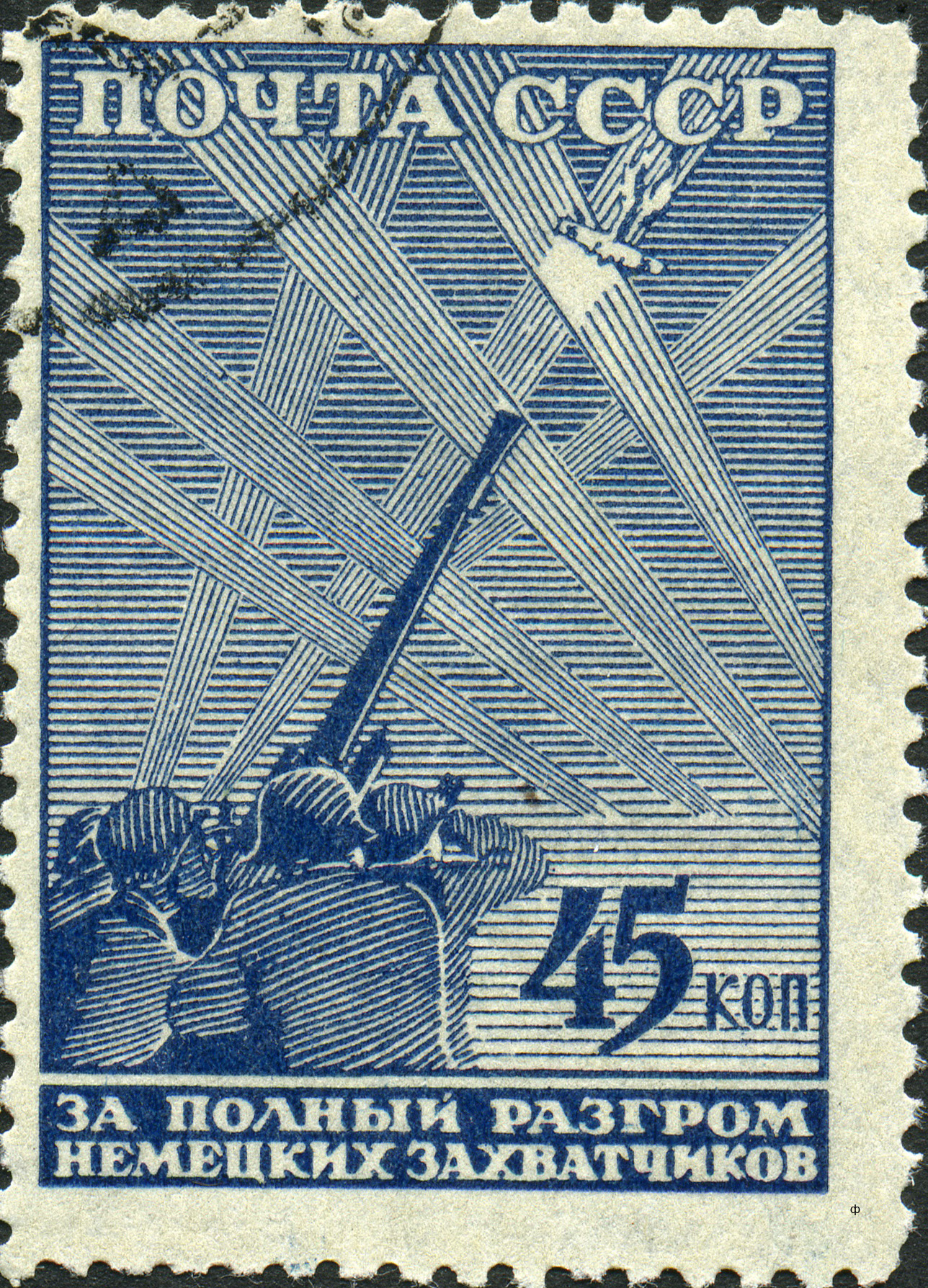
Зенитное орудие на советской марке военного времени

Войска противовозду́шной и противораке́тной оборо́ны (сокращённое наименование — войска ПВО-ПРО) — род войск в составе воздушно-космических сил (ВКС), до 1998 года самостоятельный вид вооружённых сил — войска ПВО.
Следует отличать войска ПВО-ПРО ВКС от войск ПВО сухопутных войск (войсковой ПВО).
Задачами войск ПВО-ПРО являются:
- отражение агрессии в воздушно-космической сфере и защита от ударов средств воздушно-космического нападения противника пунктов управления высших звеньев государственного и военного управления, группировок войск (сил), административно-политических центров, промышленно-экономических районов, важнейших объектов экономики и инфраструктуры на территории Московской области;
- поражение головных частей баллистических ракет вероятного противника, атакующих важные государственные объекты на территории Московской области[1].

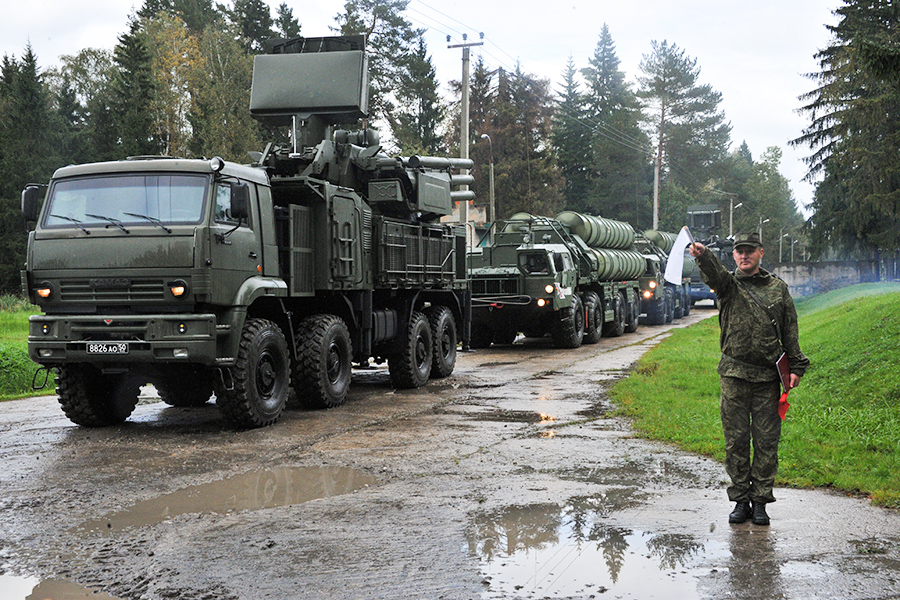
Панцирь-С1 одного из зенитных ракетных полков 1-й армии ПВО-ПРО

## История

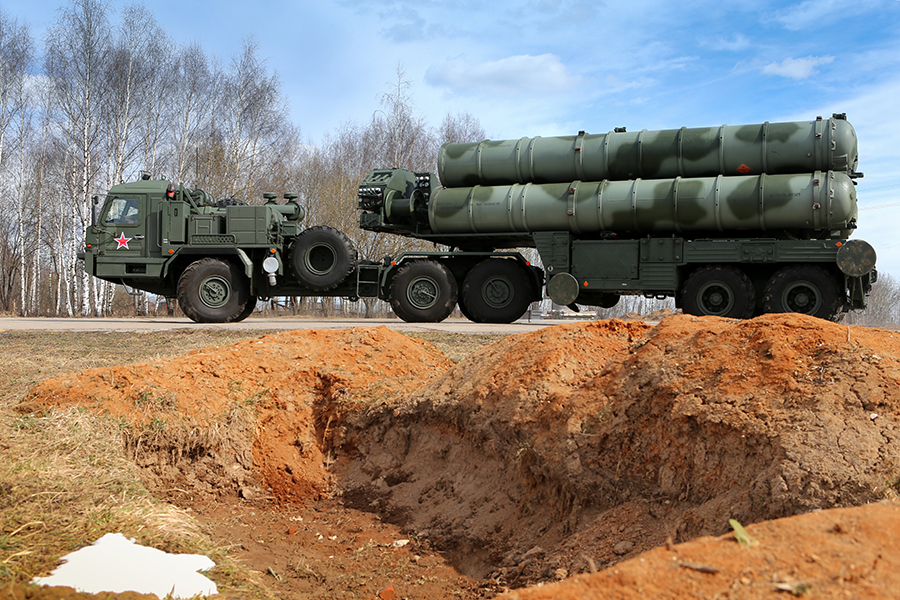
ЗРК С-400 4-й дивизии ПВО.

С началом Первой мировой войны, в 1914 году были созданы первые противосамолётные батареи.
17 июня 1915 года русские зенитчики, отражая налёт девяти немецких самолётов, зенитчики сбили два из них, открыв счёт самолётов противника, уничтоженных российской зенитной артиллерией (по другим данным, противосамолётным подразделением Тарновского 2 июня 1915 года был сбит один немецкий аэроплан в районе г. Пултуск (Польша)).
Датой образования считается дата создания системы воздушной обороны Петрограда — 8 декабря (25 ноября) 1914 года.
В 1930 году создано Управление (с 1940 — Главное управление) ПВО.
С 1941 года — войска ПВО.
После войны, в 1948 году Войска ПВО страны были выведены из подчинения командующего артиллерией и преобразованы в самостоятельный вид вооружённых сил.
В 1954 году образовано главнокомандование Войск ПВО.
В 1978 году на вооружение была принята транспортируемая ЗРС С-300ПТ (она заменила более старые ЗРС С-25, С-75 и С-125). В середине 80-х комплекс прошёл ряд модернизаций, получив обозначение С-300ПТ-1. В 1982 году на вооружение войск ПВО был принят новый вариант ЗРС С-300П — самоходный комплекс С-300ПС, новый комплекс имел рекордно короткое время развертывания — 5 минут, делающее его трудноуязвимым для авиации противника.
1987 год стал «чёрным» в истории Войск ПВО: 28 мая 1987 года лёгкомотрный самолёт Матиаса Руста, пролетев от западной границы, совершил посадку в Москве на Красной площади. Очевидным стало серьёзное несовершенство правовой основы для действий дежурных сил Войск ПВО страны и как следствие противоречия между задачами, возложенными на Войска ПВО, и ограниченными правами руководящего состава в применении сил и средств. После пролёта Руста были сняты с должностей три Маршала Советского Союза (в том числе министр обороны СССР Соколов С. Л., главнокомандующий Войсками ПВО Колдунов А. И.), около трёхсот генералов и офицеров, такого кадрового погрома армия не знала с 1937 года.
В 1991 году в связи с распадом СССР Войска ПВО СССР преобразованы в Войска ПВО Российской Федерации.
В 1993 году был принят на вооружение усовершенствованный вариант комплекса С-300ПС — С-300ПМ. В 1997 году принята на вооружение ЗРС С-300ПМ2 «Фаворит».

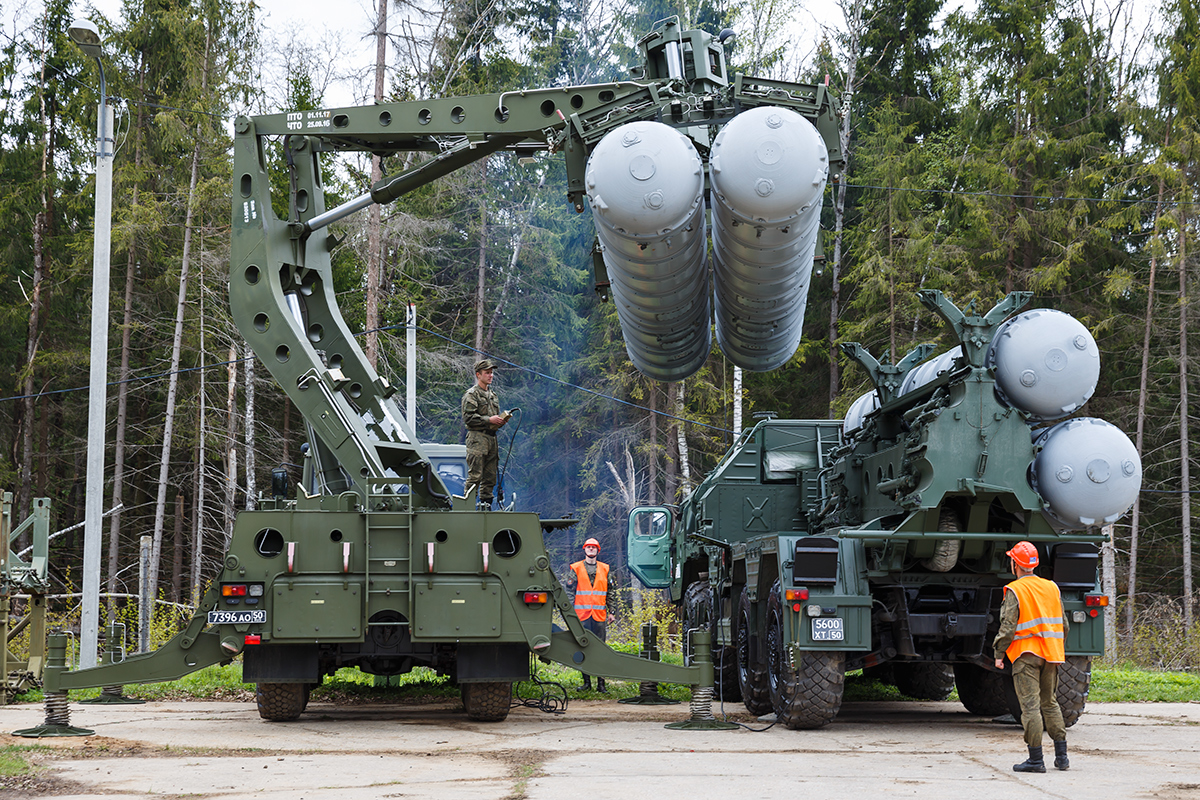
Загрузка ТПК в СОУ С-400 на учениях 93-го гвардейского зенитного ракетного полка 4-й дивизии ПВО.

Оценивая процесс ускорения физического старения оружия и боевой техники, Комитет по обороне Государственной Думы Российской Федерации пришёл к неутешительным выводам. В результате была выработана новая концепция военного строительства, где предполагалось до 2000 г. осуществить реорганизацию видов вооруженных сил, сократив их число с пяти до трёх. В рамках этой реорганизации предстояло объединение в одном виде двух самостоятельных видов вооруженных сил: Военно-воздушных сил и Войск ПВО. Указом Президента Российской Федерации (РФ) от 16 июля 1997 г. № 725 «О первоочередных мерах по реформированию Вооруженных сил Российской Федерации и совершенствования их структуры» определено формирование нового вида вооруженных сил. К 1 марта 1998 года на базе органов управления войск ПВО и ВВС было сформировано управление главнокомандующего ВВС и главный штаб ВВС, а войска ПВО и ВВС объединены в новый вид — Военно-воздушные силы.
К моменту объединения в единый вид вооруженных сил в состав Войск ПВО входило: оперативно-стратегическое объединение, 2 оперативных, 4 оперативно-тактических объединения, 5 корпусов ПВО, 10 дивизий ПВО, 63 части зенитных ракетных войск, 25 истребительных авиаполков, 35 частей радиотехнических войск, 6 соединений и частей разведки и 5 частей радиоэлектронной борьбы. На вооружении имелось: 20 самолётов авиационного комплекса радиолокационного дозора и наведения А-50, более 700 истребителей ПВО, более 200 зенитных ракетных дивизионов и 420 радиотехнических подразделений с радиолокационными станциями различных модификаций.
В результате проведенных мероприятий была создана новая организационная структура ВВС. Вместо воздушных армий фронтовой авиации сформированы армии ВВС и ПВО, оперативно подчиненные командующим войсками военных округов. На Западном стратегическом направлении создан Московский округ ВВС и ПВО.

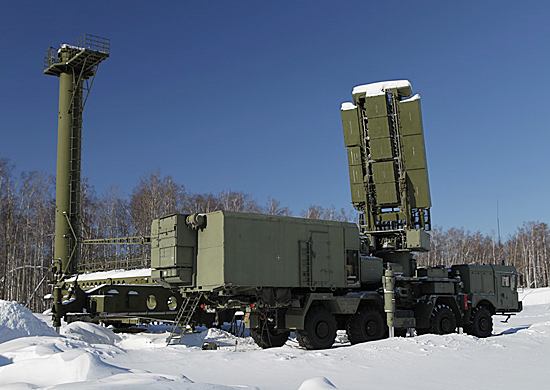
Радар 96Л6 из состава ЗРС С-400 606-го гвардейского зенитного ракетного полка 5-й дивизии ПВО

В 2005—2006 гг. в состав Военно-воздушных сил была передана часть соединений и частей войсковой ПВО, оснащенных зенитными ракетными системами (ЗРС) С-300В и комплексами «Бук». В апреле 2007 г. на вооружение ВВС была принята зенитная ракетная система нового поколения С-400 «Триумф», предназначенная для поражения всех современных и перспективных средств воздушно-космического нападения.
В начале 2008 г. в составе ВВС имелось: оперативно-стратегическое объединение (КСпН) (бывший Московский округ ВВС и ПВО), 8 оперативных и 5 оперативно-тактических объединений (корпуса ПВО), 15 соединений и 165 частей. В 2008 г. начался переход к формированию нового облика Вооруженных Сил РФ (в том числе и ВВС). В ходе проведенных мероприятий Военно-воздушные силы перешли на новую организационно-штатную структуру. Были сформированы командования ВВС и ПВО, подчиненные вновь созданным оперативно-стратегическим командованиям: Западному (штаб — г. Санкт-Петербург), Южному (штаб — г. Ростов-на-Дону), Центральному (штаб — г. Екатеринбург) и Восточному (штаб — г. Хабаровск). В 2010-х годах был осуществлён переход к двухуровневой (бригадно-батальонной) системе управления Военно-воздушными силами. В результате общее количество объединений ВВС сокращено с 8 до 6, все соединения ПВО (4 корпуса и 7 дивизий ПВО) переформированы в 11 бригад воздушно-космической обороны.
В 2011 году три бригады ПВО ВВС вошли в состав нового рода войск вооружённых сил — Войска воздушно-космической обороны.
В декабре 2011 года 3 бригады (4-я, 5-я, 6-я) противовоздушной обороны войск оперативно-стратегического командования воздушно-космической обороны (бывшее Командование специального назначения ВВС, бывший Московский округ ВВС и ПВО) вошли в состав нового рода войск — Войск ВКО.
В 2015 году войска ВКО были объединены с ВВС и составили новый вид вооружённых сил — Воздушно-космические силы.
В составе Воздушно-космических сил РФ организационно выделен новый род войск — Войска противовоздушной и противоракетной обороны (Войска ПВО-ПРО). Войска ПВО-ПРО представлены дивизиями противовоздушной обороны и соединением противоракетной обороны.
В рамках дальнейшего совершенствования системы противовоздушной (воздушно-космической) обороны в настоящее время идет разработка нового поколения ЗРС С-500, в которой предполагается применить принцип раздельного решения задач уничтожения баллистических и аэродинамических целей. Основная задача комплекса — борьба с боевым оснащением баллистических ракет средней дальности, а при необходимости и с межконтинентальными баллистическими ракетами на конечном участке траектории и, в определённых пределах, на среднем участке.
По мнению журнала «The National Interest» в 2018 году российская комплексная система ПВО является «самой продвинутой и мощной в мире», а воздушное пространство России представляет «настоящее минное поле». Издание особо отмечает точность и мобильность российских систем ПВО.
В ходе боевых действий на территории Украины  (с 2022) особо была выделена работа российских войск ПВО против БПЛА (было отмечено, что они могут глушить частоты, подделывать GPS и задавать беспилотникам неправильные высоты).
День Войск ПВО страны отмечался в СССР и отмечается в Вооружённых силах России во второе воскресенье апреля..

## Руководители войск
Главнокомандующие Войсками ПВО страны
- генерал армии Третьяк И. М. (1987—1991),
- генерал армии Прудников В. А. (1991—1997),

Начальники Главного штаба Войск ПВО страны
- генерал-полковник Синицын В. П. (май 1992 — декабрь 1997),
- генерал-полковник Чельцов Б. Ф. (декабрь 1997 — февраль 1998),

Командующие войсками противовоздушной и противоракетной обороны - заместители главнокомандующего ВКС
- генерал-лейтенант Гуменный Виктор Васильевич (2015—2018),
- генерал-полковник Грехов Юрий Николаевич (2018—2021),
- генерал-лейтенант Дёмин Андрей Геннадьевич (2021—2023),
- генерал-полковник Семёнов Андрей Геннадьевич (2023 — н. в.).

## Учебные заведения ПВО ВС СССР и России

### Академии
- Военная академия воздушно-космической обороны имени Маршала Советского Союза Г. К. Жукова (г. Тверь)
- Военная инженерная радиотехническая академия ПВО им. Маршала Советского Союза Л. А. Говорова (г. Харьков)

### УчилищаРТВ
- Вильнюсское высшее командное училище радиоэлектроники ПВО передислоцированно на базу ЛВВПУ ПВО и преобразовано в Санкт-Петербургское высшее военное училище радиоэлектроники — расформировано в 2011 году.
- Киевское высшее инженерное радиотехническое училище ПВО — расформировано в 1999 году.
- Красноярское высшее командное училище радиоэлектроники ПВО — расформировано в 1999 году.
- Ярославское высшее военное училище ПВО

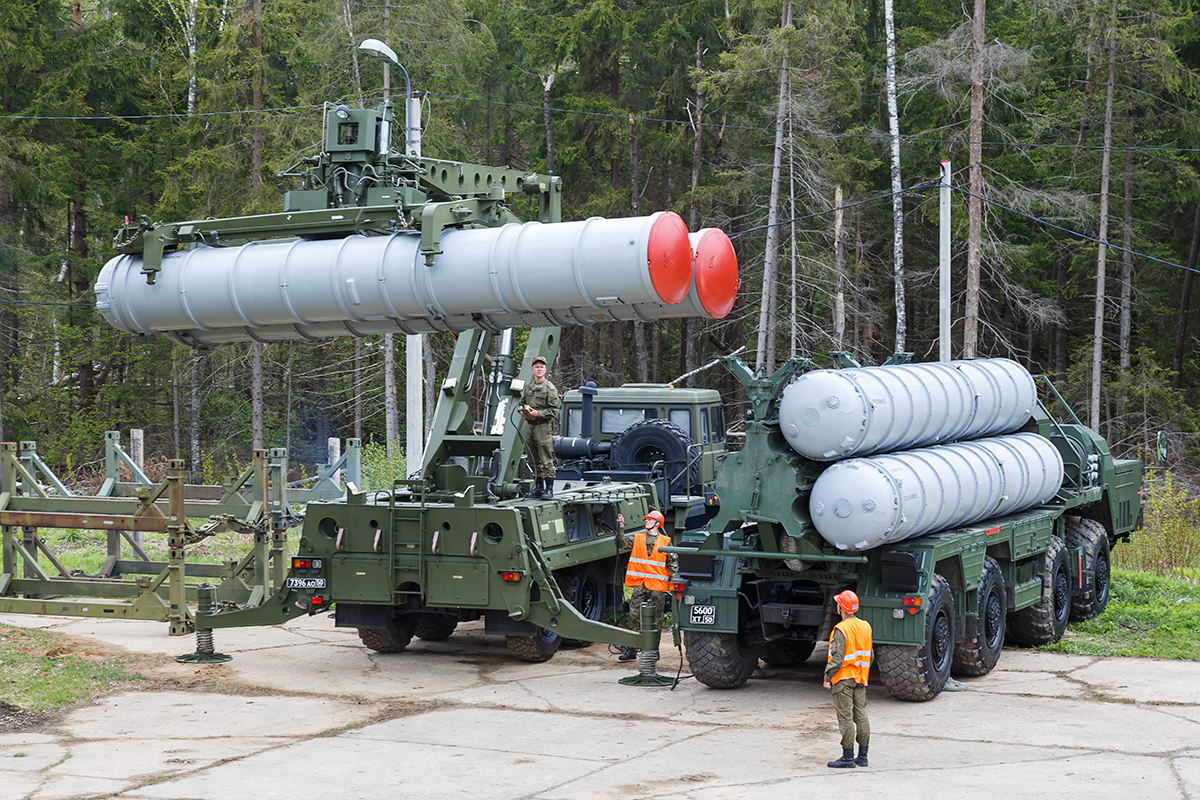
Загрузка ТПК в СОУ С-400 на учениях 93-го гвардейского зенитного ракетного полка 4-й дивизии ПВО.

### УчилищаРКО
- Пушкинское высшее командное училище радиоэлектроники ПВО (осуществляло подготовку и для ЗРВ) — расформировано.
- Житомирское высшее командное училище радиоэлектроники ПВО — в настоящее время Житомирский военный институт ВСУ.

### УчилищаЗРВ
- Санкт-Петербургское высшее зенитное ракетное командное ордена Красной Звезды училище (в 1941—1968 — «ЛАТУЗА») — расформировано в 1990-х гг.
- Минское высшее инженерное зенитное ракетное училище ПВО
- Ярославское высшее военное училище ПВО
- Днепропетровское высшее зенитное ракетное командное училище ПВО — расформировано в 1995 году.
- Горьковское (Нижегородское) высшее зенитное ракетное командное училище ПВО — расформировано в 1999 году.
- Оренбургское высшее зенитное ракетное Краснознамённое училище им. Г.К.Орджоникидзе - расформировано в 90-х годах.
- Орджоникидзевское высшее зенитное ракетное командное училище ПВО имени генерала армии Иссы Александровича Плиева — расформировано в 1990 году.
- Энгельсское высшее зенитное ракетное командное училище ПВО — расформировано в 1994 году.
- Учебный военный центр при РГРТУ

### Училища Авиации ПВО
- Ставропольское высшее военно-авиационное училище лётчиков и штурманов имени маршала авиации Судца В. А. — расформировано в 1993 году.
- Армавирское высшее военное авиационное Краснознамённое училище лётчиков имени Главного маршала авиации Кутахова П. С., с 2002 году учебный авиационный центр Краснодарского ВВАУЛ — расформирован в 2012 году.
- Даугавпилсское высшее военное авиационное инженерное училище имени Яна Фабрициуса в 1993 году переведено на базу расформированного Ставропольского училища лётчиков и штурманов и преобразовано в Ставропольское высшее авиационное инженерное училище ПВО — расформировано в 2010 году.
- Ломоносовское военное авиационное техническое училище, в Войсках ПВО с 1989 года — расформировано в 1993 году.

### Другие
- Ленинградское высшее военно-политическое училище противовоздушной обороны расформировано в 1992 году, на базу ЛВВПУ ПВО было переведено ВВКУРЭ ПВО и создано Санкт-Петербургское высшее военное училище радиоэлектроники — расформировано в 2011 году.
- Центр подготовки специалистов (расчётов) радиотехнических войск (г. Владимир)

## Оперативно-стратегические объединениявойск ПВО СССРи России

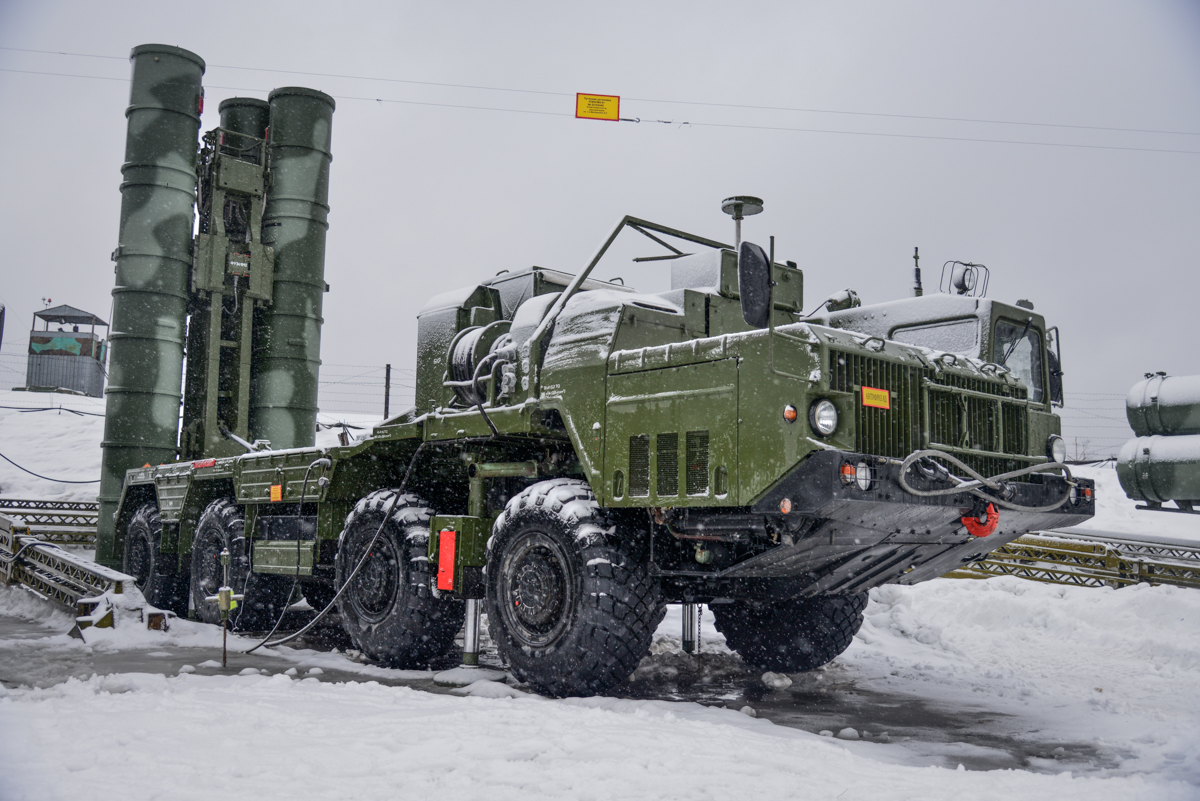
Заступление на боевое дежурство ЗРС С-400 «Триумф» 584-го гвардейского зенитного ракетного полка 4-й дивизии ПВО.

- Округа ПВО — объединения войск ПВО, предназначенные для защиты от ударов с воздуха важнейших административных, промышленных центров и районов страны, группировок вооружённых сил. важных военных и других объектов в установленных границах. В вооружённых силах СССР округа ПВО созданы после Великой Отечественной войны на базе фронтов ПВО. В 1948 округа были переформированы в районы ПВО, в 1954 году вновь созданы округа ПВО.
- Бакинский округ ПВО — образован в 1945 году на базе Бакинской армии ПВО, в 1948 преобразован в район. С 1954 года — вновь округ. Упразднён 5 января 1980 года.
- Московский округ ПВО[15] (с 20 августа 1954 года):
- Московский округ ВВС и ПВО (с 1998 года);
- Командование специального назначения (с 1 сентября 2002 года);
- Объединённое стратегическое командование воздушно-космической обороны (с 1 июля 2009 года);
- Командование противовоздушной и противоракетной обороны (с 1 декабря 2011 года);
- 1-я армия противовоздушной и противоракетной обороны особого назначения (с 2015 года):[16]
  - 4-я дивизия ПВО, в/ч 52116 (Московская обл., г. Долгопрудный)
  - 5-я дивизия ПВО, в/ч 52096 (Московская обл., Ленинский район, дер. Петровское)
  - 9-я дивизия ПРО, в/ч 75555 (Московская обл., пгт Софрино)
  - 32-я дивизия ПВО/ПРО, в/ч 40963 (Тверская обл., г. Ржев)
  - 590-й отдельный радиотехнический узел загоризонтного обнаружения воздушных целей, в/ч 84680 (Мордовия, п. Ковылкино)
  - 54-й узел связи, в/ч 74129 (г. Москва)
  - Управление строительства и расквартирования, в/ч 58122 (г. Москва)
  - 1786-я центральная база измерительной техники, в/ч 74143 (Московская обл., г. Щелково)

## Военная техника на вооружении Войск ПВО-ПРО России

### Комплексы ПРО
| Тип   | Изображение | Производство | Назначение               | Количество | Примечания |
| ----- | ----------- | ------------ | ------------------------ | ---------- | ---------- |
| А-135 |             | СССР         | Противоракетный комплекс | н/д        |            |
| 53Т6  |             | СССР         | Противоракета            | 68         |            |

### Комплексы ПВО
| Тип          | Изображение | Производство | Назначение                                           | Количество | Примечания |
| ------------ | ----------- | ------------ | ---------------------------------------------------- | ---------- | ---------- |
| С-400        |             | Россия       | Зенитный ракетный комплекс дальнего действия         | 96         |            |
| С-300ПМ1/ПМ2 |             | Россия       | Зенитный ракетный комплекс дальнего действия         | 90         |            |
| Панцирь-С1   |             | Россия       | Зенитный ракетно-пушечный комплекс ближнего действия | 36         |            |